# Henry Torrès

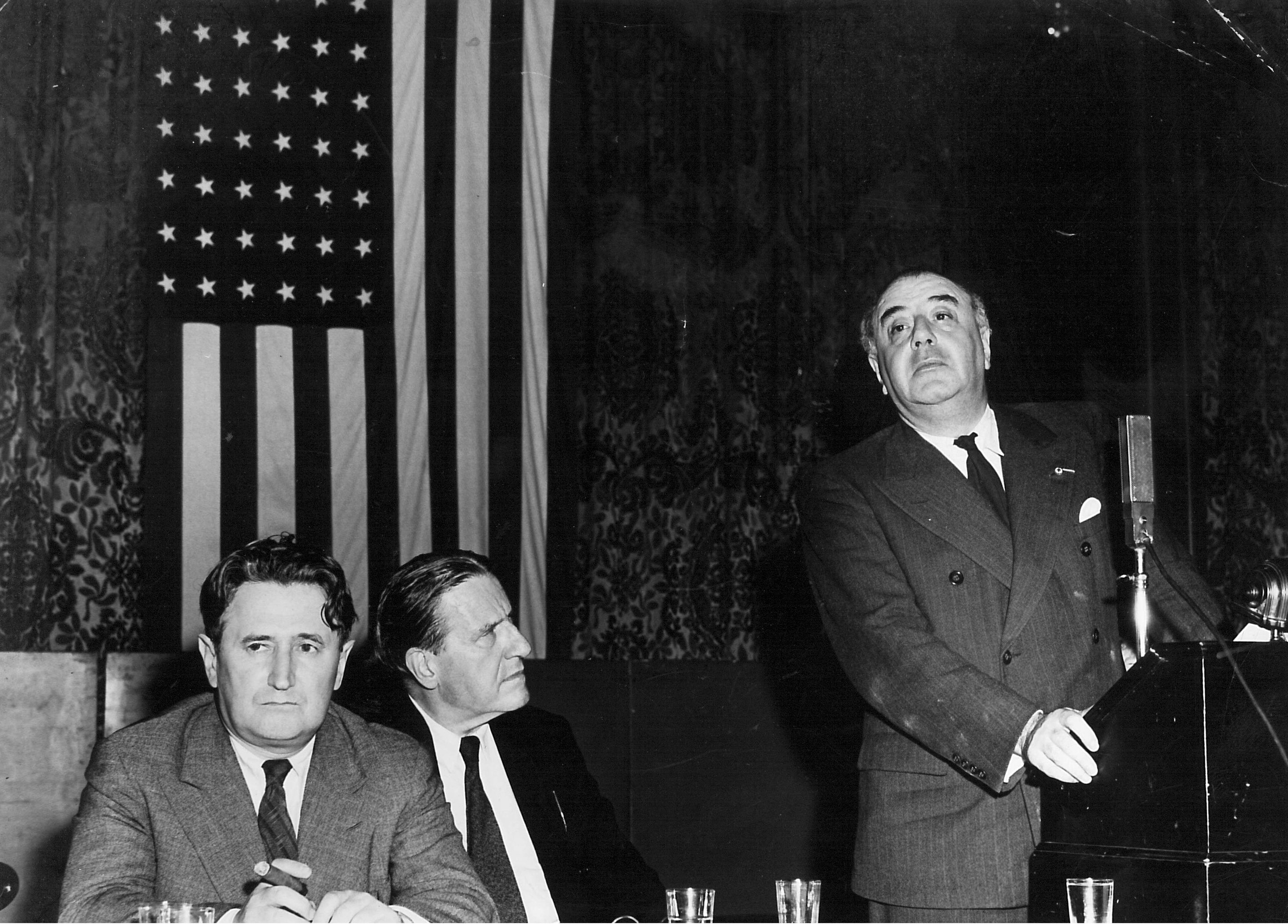
Von links: Nahum Goldmann, Stephen Wise, Henry Torrès auf dem Jüdischen Weltkongress 1942 in New York City

Henry Torrès, auch Henri (* 17. Oktober 1891 in Les Andelys; † 4. Januar 1966 in Paris), war ein französischer Anwalt.

## Leben
Torrès wurde in eine jüdische Familie geboren, sein Großvater Isaiah Levaillant war Gründer einer Liga für Bürger- und Menschenrechte während der Dreyfus-Affäre. Torrès war in seiner Jugend zunächst Journalist bei mehreren sozialistischen Zeitschriften und aktiver Kommunist. 
Im Ersten Weltkrieg war er Unteroffizier, wurde bei Verdun verwundet und erhielt das Croix de Guerre. Nach dem Krieg studierte er Jura und wurde in Paris als Anwalt zugelassen. Die drei brillanten jungen Anwälte Campinchi, Torrès und Vincent de Moro-Giafferi wurden damals als die „drei Musketiere“ unter den Pariser Anwälten bezeichnet. Torrès verteidigte Anarchisten wie Buenaventura Durruti und verteidigte auch in Moskau und Rumänien, wobei er bei seiner Rückkehr aus Bessarabien Proteste gegen die dortige Behandlung der Juden organisierte. 
Als Anwalt ist er vor allem durch den Prozess gegen Scholom Schwartzbard (1886–1938) 1927 bekannt. Schwartzbard hatte seine jüdische Familie in den Pogromen in der Ukraine 1919 verloren und machte den damaligen ukrainischen Präsidenten Symon Petljura verantwortlich, der in Paris im Exil lebte. Im Mai 1926 erschoss er ihn auf offener Straße. Torrès schaffte Zeugen der Pogrome herbei und erreichte einen Freispruch für Schwartzbard, den die Anklage als Moskauer Agenten darzustellen versuchte. Auch im Fall Herschel Grünspan, in dem der Hauptanwalt de Moro-Giafferi war, konsultierte er den Angeklagten. Wegen der deutschen Besetzung kam es aber nicht mehr zum Prozess. Trotz seines Lispelns, das ihn in seiner Jugend davon abhielt, Komödiant zu werden, war er später für seine mit vollem Ton vorgetragenen feurigen Reden bekannt. 
Bei der deutschen Besatzung Frankreichs floh er nach Südamerika. In Uruguay und Brasilien wurde er wegen seiner linksgerichteten Einstellung ausgewiesen und ging über Kanada in die USA, wo er als Herausgeber des Voix de France in New York gegen das Vichy-Regime agitierte. Er war danach Jura-Professor in Rio de Janeiro und São Paulo, bevor er wieder zu seiner Arbeit als Anwalt nach Paris zurückkehrte. Eine weitere Verteidigung, die er übernahm, war jene des Nazi-Kollaborateurs Joseph Joanovici. Dieser wurde jedoch schuldig gesprochen. 1948 bis 1958 war Torrès ein gaullistischer Senator für das Departement Seine. Er war kurz Vizepräsident des Obersten Gerichts und war 1948 bis 1959 Präsident der französischen Staatsholding für Rundfunk und Fernsehen.
Torrès schrieb auch Theaterstücke mit juristischem Hintergrund (er übersetzte unter anderem Der Prozess der Mary Dugan und Zeugin der Anklage).